# Babice (ort i Tjeckien, lat 50,19, long 15,59)
Babice är en ort i Tjeckien. Den ligger i den centrala delen av landet, 80 km öster om huvudstaden Prag. Babice ligger 241 meter över havet och antalet invånare är 204.
Terrängen runt Babice är platt. Runt Babice är det ganska tätbefolkat, med 75 invånare per kvadratkilometer. Närmaste större samhälle är Hradec Králové, 17,7 km öster om Babice. Trakten runt Babice består till största delen av jordbruksmark.